# Sous-région de Varkaus
La sous-région de Varkaus (finnois : Varkauden seutukunta) est une sous-région de Savonie du Nord en Finlande. 
Au niveau 1 (LAU 1 ) des unités administratives locales définies par l'Union européenne elle porte le numéro 114.

## Municipalités
La sous-région de Varkaus est composée des municipalités suivantes :
| Blason              | Municipalité              |
| ------------------- | ------------------------- |
| Leppävirran vaakuna | Leppävirta (municipalité) |
| Varkauden vaakuna   | Varkaus (ville)           |

## Population
Depuis 1980, l'évolution démographique de la sous-région de Varkaus est la suivante:
| Année      | 1980   | 1985   | 1990   | 1995   | 2000   | 2005   | 2010   |
| ---------- | ------ | ------ | ------ | ------ | ------ | ------ | ------ |
| population | 38 114 | 38 259 | 38 098 | 37 522 | 35 975 | 34 913 | 33 333 |

## Politique
Les résultats de l'élection présidentielle finlandaise de 2018:
- Sauli Niinistö   67.9%
- Pekka Haavisto   7.6%
- Laura Huhtasaari  6.6%
- Paavo Väyrynen   6.5%
- Matti Vanhanen   4.4%
- Tuula Haatainen   3.8%
- Merja Kyllönen   3.0%
- Nils Torvalds   0.3%